# Nadžupnija Laško
Nadžupnija Laško je rimskokatoliška teritorialna župnija dekanije Laško - Videm škofije Celje.

## Zgodovina
Cerkvena organizacija na sedanjem slovenskem ozemlju je bila dokončno izoblikovana v času oglejskega patriarha Pelegrina I. (1128-1161). V oglejskem delu, južno od Drave, je bilo 14. pražupnij, ki jih lahko, glede na približni čas ustanovitve, razvrstimo:
- pred madžarskimi vpadi v 9. stoletju: - Šempeter v Savinjski dolini, - Gornji Grad (sv. Mohor), - sv. Martin pri Slovenj Gradcu, Braslovče (Marija vnebovzeta)
- 10. stoletje: - Laško (sv. Martin), - Hoče (sv. Jurij) - Pilštanj (sv. Mihael), - Škale pri Velenju (sv. Jurij) - župnijske cerkve ni več
- 11. stoletje: - Slovenske Konjice (sv. Jurij) - Slivnica pri Mariboru (Marija vnebovzeta), - Ponikva (sv. Martin), Nova Cerkev (Sv. Lenart), - Videm ob Savi (sv. Rupert)
- 12. stoletje: - Rogaška Slatina (sv. Križ).

Vzporedno z uvajanjem fevdalne organizacije ali že pred njo je potekala uvedba cerkvene organizacije. Kakor je bilo Laško sedež obsežnega zemljiškega gospostva, tako je bil tudi sedež pražupnije, ki je veljala za eno izmed največjih in najbogatejših v slovenskem delu Štajerske.

V primerjavi s prvo omembo laškega gospostva, je pražupnija Laško v zgodovinskih virih prvič omenjena pozno. Leta 1257 se namreč prvič omenja laški župnik, leta 1269 pa župnijska cerkev sv. Martina. 
V zvezi s tem ne drži trditev Avguština Stegenška (ki jo viri pogosto povzemajo), da se namreč župnija Laško s cerkvijo v virih prvič omenja leta 1205.

Stegenšek se je v zvezi s tem podatkom opiral na listino, v kateri oglejski patriarh Wolfer (Volfgar) leta 1205 potrjuje ustanovitev kolegialnega kapitlja, (ki ga je na ozemlju razpuščenega  samostana Jurklošter ustanovil krški škof) v »dolini sv. Marije v Jurkloštru« in s privoljenjem krajevnega župnika Wargenda dovoljuje pokop tudi laikov pri kapiteljski cerkvi. Stegenšek je Wargenda razglasil za laškega župnika, prezrl pa je dejstvo, da je bila Marijina vas, kjer je stala ta cerkev, prav do 1857 podružnična cerkev župnije Sv. Vid pri Planini in je bila pred tem pod pražupnijo Pilštanj. 
Pričakovati bi bilo, da se je pražupnija Laško razprostirala po vsem območju laškega gospostva, pa ni bilo tako. Laška pražupnija je obsegala ves osrednji del gospostva, segala je tako kot gospostvo na desni breg Save pri Radečah, ni pa obsegala vikariata (poznejše župnije) Trbovlje; tja je segala pražupnija Braslovče. Prav tako ni bilo pod laško župnijo ozemlje vikariata (poznejše župnije Kalobje), ki je pripadalo župniji Šentjur oz. pražupniji Ponikva.
To dejstvo dokazuje, da je bila župnijska organizacija v zvezi z Laškim opravljena pred zemljiško.
Ker zelo obsežnega ozemlja pod cerkveno in tudi politično oblastjo oglejskih patriarhov (ki so v političnem vidiku ponekod presegali celo salzburške nadškofe) ni bilo mogoče učinkovito pastoralno voditi neposredno s sedeža patriarhata v Vidmu, je bilo ozemlje oglejskega patriarhata že v 11. stoletju razdeljeno na manjše enote in okrožja, ki so se imenovala arhidiakonati. Arhidiakonate so vodili arhidiakoni, kot neposredni patriarhovi zaupniki, poverjenci in namestniki. V 11. stoletju je imel oglejski patriarhat tri arhidiakonate, v 16. stoletju jih je bilo že sedem.
Ozemlje Laške župnije je do leta 1751 spadalo k Savinjskemu arhidiakonatu in šest laških župnikov je opravljalo tudi naloge savinjskih arhidiakonov. Ta je obsegal ozemlje med Savo in Dravo, na Pohorju in v Šaleški dolini ter proti izviru Savinje je mejil na Koroški (podjunski) arhidiakonat, z mejno reko Sotlo pa na zagrebško škofijo.
Nasledniki patriarha Bertolda Andeškega so komaj kdaj obiskali svoje slovensko govoreče vernike, temveč so za izvrševanje cerkvenih opravil, za katere je potrebno škofovsko posvečenje, navadno imenovali škofe vikarje, ki so v njihovem imenu obiskovali župnije, opravljali vizitacije, nadzirali duhovništvo in sklicevali sinode, pa tudi birmovali, posvečevali duhovnike, blagoslavljali cerkve, oltarje, zvonove.
Potem, ko so v letih 1418−1420 Benečani zasedli Furlanijo, so se na sedežu patriarhata vrstili možje iz beneških patricijskih rodbin, ki pa skorajda niso več prihajali na slovensko stran. Patriarhat je bil namreč zatem razdeljen na dva dela: zahodni, furlanski del je spadal pod Beneško republiko, vzhodni, slovenski del, pa po izumrtju celjskih knezov in goriških grofov (1456 oziroma 1500), v celoti pod Habsburžane. Patriarhi so bivali na beneškem ozemlju, habsburška oblast pa jim praktično ni več dopuščala dostopa na slovenski del patriarhata. Zadnji, ki je pod patriarhom vizitiral slovenske kraje, je bil patriarhov koadjutor Francesco Barbaro, ki je vizitacijo opravil leta 1593. Celo arhidiakoni so se odtlej v cerkvenih zadevah obračali na apostolskega nuncija na Dunaju, ki je škofovske zadeve poverjal škofom z avstrijskega ozemlja, največkrat so te naloge opravljali škofje iz Pična v Istri. 
Leta 1751 je papež Benedikt XIV., tudi na pritisk dunajskega dvora, oglejski patriarhat ukinil, za ozemlje patriarhata pod habsburško vladavino (tj. za večino slovenskega prostora do reke Drave na severu) pa naslednje leto ustanovil Goriško škofijo, za ozemlje beneške republike v Furlaniji pa Videmsko škofijo.

### Delitev župnije
Kot prva izmed podružničnih cerkva nekdanje velike pražupnije se v virih omenja cerkev sv. Egidija v Zidanem mostu leta 1224, pri kateri je bil vikariat, ki je obsegal južni del laške pražupnije ter je moral imeti precejšnjo samostojnost od laškega župnika, saj se tamkajšnji duhovnik v zgodovinskih virih omenja kot kaplan, vikar ali celo župnik, z ozirom na pomen Zidanega Mosta kot pomembne prometne lokacije je to tudi dokaj razumljivo. V 15. stoletju je prenehala župnijska podružnica v Zidanem Mostu, katere vlogo sta prevzela vikariata v Loki in Radečah, oba pod patronatom laškega župnika. Ozemlji obeh vikariatov sta segala na oba bregova Save, tako da je vikariat Loka obsegal kraje tudi na desnem bregu Save, pod vikariat Radeče pa je spadalo tudi nekaj krajev na levem bregu Save.

### Lavantinska škofija
Po začasni ukinitvi Goriške nadškofije (1787), po preureditvi škofijskih meja, v času vladanja cesarja Jožefa II., so bile v procesu preoblikovanja, v letih 1787–1789, župnije velikovškega okrožja na Koroškem in celjskega okrožja na Štajerskem, med njimi tudi laška nadžupnija, priključene k tedanjim zgolj osmim župnijam Lavantinske škofije.
Ker je sedež škofije še naprej ostal v oddaljenem Šentandražu, so se kmalu nadaljevala prizadevanja za selitev škofijskega sedeža in preoblikovanje škofijskih meja, do česar je prišlo šele v času blaženega škofa Antona Martina Slomška, ki je uspel, da se je lahko 4. septembra 1859 sedež škofije preselil v Maribor in da so se na novo določile meje mariborske, zgolj naslovno še lavantinske škofije.

### Novejši zgodovinski dogodki, povezani z nadžupnijo
Do 7. aprila 2006, ko je bila ustanovljena škofija Celje, je bila nadžupnija del savskega naddekanata škofije Maribor.
Do reorganizacije nadekanatov in dekanij Škofije Celje dne 1. septembra 2021, je bila nadžupnija sestavni del Dekanije Laško.

## Sakralni objekti
|    | slika              | cerkev                                   | kraj / naselje |
| -- | ------------------ | ---------------------------------------- | -------------- |
| 1. |                    | cerkev sv. Martina župnijska cerkev      | Laško          |
| 2. | [[Slika: \|150px]] | cerkev sv. Katarine podružnica           | Kuretno        |
| 3. | [[Slika:\|150px]]  | cerkev sv. Krištofa podružnica           | Strmca         |
| 4. |                    | cerkev Karmelske Matere božje podružnica | Marija Gradec  |
| 5. |                    | cerkev sv. Mihaela podružnica            | Šmihel         |
| 6. |                    | cerkev sv. Mohorja podružnica            | Šmohor         |